# 申德雷尼鄉
45°25′N 27°55′E / 45.417°N 27.917°E
申德雷尼鄉（羅馬尼亞語：Comuna Șendreni, Galați），是羅馬尼亞的鄉份，位於該國東部，由加拉茨縣負責管轄，面積47平方公里，海拔高度12米，2007年人口3,392，人口密度每平方公里72人。